# 科爾法克斯鎮區 (北卡羅萊納州拉瑟福縣)
科爾法克斯鎮區（英語：Colfax Township）是位於美國北卡羅萊納州拉瑟福縣的一個鎮區。

## 地方資料
科爾法克斯鎮區的面積為137.52平方千米，皆為陸地。根據2020年美國人口普查的數據，當地共有人口8316人，而人口密度為每平方千米60.47人。